# Leucothyreus bakeri
Leucothyreus bakeri är en skalbaggsart som beskrevs av Thomas Casey 1915. Leucothyreus bakeri ingår i släktet Leucothyreus och familjen Rutelidae. Inga underarter finns listade i Catalogue of Life.